# Iwanczikowo (obwód kurski)
Iwanczikowo (ros. Иванчиково) – wieś (ros. село, trb. sieło) w zachodniej Rosji, centrum administracyjne sielsowietu iwanczikowskiego w rejonie lgowskim (obwód kurski).

## Geografia
Miejscowość położona jest nad ruczajem Koczetna (lewy dopływ Prutiszcze w dorzeczu Sejmu), 8 km na północny wschód od centrum administracyjnego rejonu (Lgow), 59 km na zachód od Kurska, 14 km od drogi regionalnego znaczenia 38K-017 (Kursk – Lgow – Rylsk – granica z Ukrainą) – część trasy europejskiej E38.
We wsi znajduje się 209 posesji (w tym 27 na jedynej ulicy – imieni A. P. Owsiannikowa).
Klimat
Miejscowość, jak i cały rejon, znajduje się w strefie klimatu kontynentalnego z łagodnym ciepłym latem i równomiernie rozłożonymi opadami rocznymi (Dfb w klasyfikacji klimatów Köppena).

## Demografia
W 2010 r. wieś zamieszkiwało 370 osób.